# حمیدیه (سیرجان)
حمیدیه یک روستا در ایران است که در شهرستان سیرجان واقع شده‌است.